# Fran Beltrán
Francisco José Beltrán Peinado (* 3. Februar 1999 in Madrid) ist ein spanischer Fußballspieler. Der Mittelfeldspieler spielt seit 2018 beim Primera-División-Verein Celta Vigo.

## Karriere

### Verein
Für Rayo Vallecano debütierte Beltrán am 20. August 2016 im Spiel gegen den FC Elche in der Segunda División. Zur Saison 2018/19 wechselte er zu Celta Vigo. Dort absolvierte er sein Debüt am 18. August 2018 gegen Espanyol Barcelona.

### Nationalmannschaft
Sein Nationalmannschafts Debüt bestritt Beltrán für die spanische U17 gegen Griechenland am 10. Februar 2016. Neben der U-17, absolvierte er auch Spiele für die spanische U-18, sowie für die U-19.
Mit der U21 nahm er im März 2021 und Mai/Juni 2021 an der U21-Europameisterschaft 2021 teil.
Anfang Juni 2021 debütierte Beltrán bei einem 4:0-Sieg gegen Litauen in der A-Nationalmannschaft. Aufgrund von COVID-19-Fällen im Kader für die kurze Zeit später beginnende Europameisterschaft 2021 traten die Spieler, die zuvor die U21-EM absolviert hatten, bei diesem Spiel an.